# Noi ci saremo
Noi ci saremo è il settimo album in studio del gruppo musicale italiano Nomadi, pubblicato nel 1977 in Italia dalla EMI.

## Descrizione
L'album è diviso in due parti: la prima, La foresta, si occupa della società, mentre la seconda, L'albero, analizza le sfaccettature della personalità di ogni uomo.
Il disco presenta canzoni "arrabbiate", con cui i Nomadi esprimevano il loro disprezzo nei confronti della musica italiana dell'epoca, fatta solo di canzonette destinate ad essere presto dimenticate. Anche la copertina, volutamente scialba con il titolo dattiloscritto e lo sfondo bianco, era un mezzo di critica verso le copertine degli album degli altri autori italiani, colorate e fantasiose.
Per questo album, in cui per la prima volta compare il violino suonato da Chris Dennis, fino a quel momento solo chitarrista e tastierista, i Nomadi decisero di rivolgersi a giovani sconosciuti, che scrissero i vari brani; uno di loro, Gisberto Cortesi, diverrà collaboratore assiduo dei Nomadi, scrivendo per loro molti brani fino al 1992.
Per l'incisione dell'album, i Nomadi si chiusero in un vecchio mulino, dove ognuno si occupava di una mansione: cucinare, pulire etc. Carletti, per esempio, da sempre considerato il contabile del gruppo, si occupava di fare la spesa.
Ad ognuno dei titoli delle canzoni, il gruppo volle aggiungere un sottotitolo.

## Tracce
Testi di Romano Rossi, musiche di Giuseppe Carletti, eccetto dove segnalato.
1. Riverisco (La foresta) – 1:46
2. La città – 3:46
3. La morale – 2:32
4. Il fiore nero – 3:00
5. Balla Piero (La ballata) – 2:52
6. La storia – 3:58 (testo: Carlo Alberto Contini – musica: Giuseppe Carletti)
7. Riverisco (L'albero) – 1:47
8. I miei anni (Il bilancio) – 3:42
9. Il paese (Il valore) – 4:00 (Gisberto Cortesi)
10. La voglia di posare (La crisi) – 3:06
11. La devianza – 3:04
12. Vorrei parlare (La realtà) – 3:57

## Formazione
- Augusto Daolio – voce
- Beppe Carletti – tastiere
- Chris Dennis – chitarra, violino
- Umberto Maggi – basso
- Paolo Lancellotti – batteria